# Christoffer Geijer den yngre
Christoffer Geijer den yngre, född 1639, död 1712 i Stockholm, var en svensk brukspatron.

## Biografi
Christoffer Geijer föddes 1639. Han var son till bergmästaren Christoffer Geijer den äldre och Dorotea de Besche. Geijer arbetade som brukspatron på Bohrshammar i Linde socken och var inspektor över bergslagsskogarna. Han avled 1712 i Stockholm.

### Familj
Geijer gifte sig första gången med Ingel Carlberg (1649–1698), dotter till borgmästaren Johan Börjesson Carlberg i Karlstad och Christina Spak. Han gifte sig andra gången med Elisabet Botte från Holland.